# Možjanca
Možjanca este o localitate din comuna Preddvor, Slovenia, cu o populație de 42 de locuitori.